# Закон з двома кулаками
«Закон з двома кулаками» (англ. Two-Fisted Law) — докодексовий вестерн 1932 року категорії B режисера Д. Росса Ледермана для «Columbia Pictures». У головній ролі Тім МакКой. Джон Вейн зіграв у фільмі персонажа на ім’я «Дьюк». У фільмі також знімались Еліс Дей, Вілер Окмен, Таллі Маршалл, Воллес Макдональд та Волтер Бреннан.

## Сюжет
Зазнаючи нестачі фінансів, фермер Кларк вирішив позичити грошей у Расселла. Той виявився дуже обачливим типом і згодом вкрав у Кларка худобу, щоб Кларк не зміг розплатитися за боргом. В результаті Кларк був змушений віддати Расселлу своє ранчо, але фермер не став миритися з таким станом справ і задумав помститися негіднику.

## Актори
- Тім МакКой — Тім Кларк
- Еліс Дей — Бетті Оуен
- Вілер Окмен — Боб Рассел
- Таллі Маршалл — шериф Малкольм
- Воллес Макдональд — Арті
- Джон Вейн — Дьюк
- Волтер Бреннан — заступник шерифа Бендікса
- Річард Александер — Зеке Йокум
- Меррілл МакКормік — агент Грін (в титрах не вказаний)
- Бад Осборн — Джиггз Тайлер (в титрах не вказаний)
- Артур Талассо — бармен Джейк (в титрах не вказаний)